# The Avengers – United They Stand
The Avengers – United They Stand ist eine US-amerikanische Zeichentrickserie des Fernsehsenders Fox Kids. Die Serie handelt von dem Superheldenteam Avengers aus dem Marvel-Universum und besteht aus 13 Folgen.

## Handlung
Die Serie basiert auf der 1984 veröffentlichten Comic-Serie West Coast Avengers. das Superheldenteam besteht aus Teamchef Ant-Man und seinen Verbündeten Wasp, Hawkeye, Wonder Man, Tigra und Scarlet Witch. In der ersten Folge attackiert Ultron mit Hilfe seines Roboters Vision die Avengers und tötet Wonder Man. Jedoch kann Ant-Man den Geist von Wonder Man in Vision transformieren. Im Zuge dieser Entwicklungen schließt sich neben dem ehemals bösen Vision auch der Superheld Falcon den Avengers an. Im Stile der Sentai-Animes tragen die Avengers moderne Hightech-Anzüge, die in einer speziellen Transformationssequenz gezeigt werden.

## Produktion und Ausstrahlung
Fox Kids kämpfte gegen Ende der 1990er mit sinkenden Zuschauerzahlen. Ihre Konkurrenten ABC, The WB und Nickelodeon machten dem Sender Konkurrenz. Um in den Ratings wieder aufzuholen, besann man sich auf die Zeichentrickserien und Realfilmserien zurück, die Anfang und Mitte der 1990er den Sender ausmachten, namentlich X-Men und Power Rangers. Marvel Comics und Fox kreierten daraufhin eine Avengers-Show, die ein populäres 1980er Team der Rächer in den Mittelpunkt stellte. Geplant war, den Fokus auf den Druck zu legen, unter dem ein junges Team ohne die Stars Iron Man, Thor und Captain America zu leiden hat. Zugleich sollte dadurch den Avengers ein neues Gesicht gegeben werden.
Die Serie wurde ab dem 30. Oktober 1999 in den Saturday morning cartoons ausgestrahlt. Die letzte Folge wurde am 26. Februar 2000 ausgestrahlt, danach wurde die Serie eingestellt. Insgesamt wurden 13 Folgen produziert. Zunächst war eine zweite Staffel geplant, Fox Kids entschloss sich jedoch, diese nicht in Auftrag zu geben. Die Zuschauerzahlen waren die höchsten der Saturday morning cartoons bei Fox Kids, blieben jedoch hinter den Erwartungen zurück. Insbesondere ältere Comicfans beschwerten sich über die Abwesenheit der drei Mitglieder Captain America, Thor und Iron Man.
| #  | Originaltitel              | Zusammenfassung | Premiere      |
| -- | -------------------------- | --- | ------------- |
| 1  | Avengers Assemble – Part1  | Ultron erschafft den Roboter Vision, der den Präsidenten der Vereinigten Staaten angreift. Tatsächlich soll er die Avengers und Ant-Man vernichten. Falcon eilt den Avengers zu Hilfe und kann die Situation entschärfen.                                              | 30. Okt. 1999 |
| 2  | Avengers Assemble – Part 2 | Nachdem Vision Wonder Man fast getötet hat, arbeitet Ant-Man an einer Lösung und transformiert Wonder Mans Geist in Visions Roboterhülle. Dieser arbeitet nun mit den Avengers zusammen. Auch Falcon schließt sich den Avengers an und gemeinsam bekämpfen sie Ultron. | 6. Nov. 1999  |
| 3  | Kang                       | Bei Ausgrabungen wird Kang, der Eroberer wiedererweckt. Er will die Menschheit unterjochen, doch die Avengers stellen sich ihm entgegen. | 13. Nov. 1999 |
| 4  | Comes a Swordsman          | Hawkeye schleicht sich bei seinem alten Freund Swordsman ein, der zusammen mit dem Ringmaster eine biologische Waffe stehlen will. | 27. Nov. 1999 |
| 5  | Remnants                   | Auf einer französischen Insel laufen frühere Kreationen von Ultron Amok. Die Avengers versuchen dort einen nuklearen Krieg zu verhindern. | 4. Dez. 1999  |
| 6  | Command Decision           | The Avengers müssen die Masters of Evil aufhalten, die versuchen gefährliche Waffen aus Regierungsbeständen zu stehlen. Als Captain America auftaucht, entstehen Differenzen zwischen ihm und Ant-Man.                                                                 | 11. Dez. 1999 |
| 7  | To Rule Atlantis           | Nachdem verschiedene Erdbeben enormes Chaos verursacht haben, verdächtigen die Avengers Prinz Namor, der jedoch nichts damit zu tun hat. Stattdessen ist es Attuma, der die Erdbeben verursacht.                                                                       | 19. Jan. 2000 |
| 8  | Shooting Stars             | Einige Satelliten werden aus ihrer Bahn geworfen und bedrohen die Erde. Dahinter verbirgt sich die Organisation Zodiac. Die Avengers bitten Iron Man um Hilfe. | 22. Jan. 2000 |
| 9  | What a Vision Has to Do    | Vision lässt sich von Ultron fangen, damit die Avengers seinen Aufenthaltsort finden können. | 29. Jan. 2000 |
| 10 | Egg-Streme Vengeance       | Egghead versucht Ant-Man zu vernichten und hat einen Plan entwickelt ihn immer weiter zu verkleinern. | 5. Feb. 2000  |
| 11 | The Sorceress’s Apprentice | Scarlet Witch versucht mit der Hilfe von Agatha Harkness die Reste von Wonder Man aus Vision zu extrahieren. Dabei wird sie jedoch von den Salem’s Seven gekidnappt. Sie ruft die Avengers zu Hilfe, doch die kämpfen gerade gegen den Grim Reaper.                    | 12. Feb. 2000 |
| 12 | Earth and Fire – Part 1    | Cornelius Van Lundt versucht einen alten Meteoriten zu bergen und bedroht dadurch das magnetische Feld der Erde. Wasp, deren Vater einst mit Cornelius zusammenarbeitete, versucht ihn aufzuhalten.                                                                    | 19. Feb. 2000 |
| 13 | Earth and Fire – Part 2    | Die Avengers treten gegen Zodiac an, die ebenfalls Interesse am Meteoriten haben. | 26. Feb. 2000 |